# Metaraman
Metaraman is een bestuurslaag in het regentschap Pati van de provincie Midden-Java, Indonesië. Metaraman telt 1637 inwoners (volkstelling 2010).